# جنگ سایبری و ایران
جنگ سایبری، بخشی از راهبرد نظامی جنگ نرم کشور ایران است. این کشور که در زمینه جنگ سایبری هم مورد حمله قرار گرفته 
نیرو های قدرتمندی دارد از جمله [[پدر هک پسر هک
ولی حالا به پسر هک جمهوری اسلامی ایران می پردازیم امیر غلامی که سه نفر از اعضای حزب هکران صهیونیستی را به دام می اندازد]].
، در حال تبدیل شدن به یک قدرت نظامی در حوضه فضای مجازی است.
از نوامبر ۲۰۱۰ سازمانی زیر عنوان قرارگاه دفاع سایبری در ایران زیر نظر سازمان پدافند غیر عامل که خود یکی از زیرشاخه‌های نیروهای مسلح جمهوری اسلامی ایران است، آغاز به کار نموده است.
طبق گزارشی در سال ۲۰۱۴ توسط کانون مطالعات امنیت ملی اسرائیل انجام شد، «ایران یکی از فعال‌ترین کنش‌گران عرصه فضای سایبری در دنیاست». در سال ۲۰۱۳ یک ژنرال سپاه پاسداران انقلاب اسلامی اظهار داشت “ایران چهارمین ارتش سایبری قدرتمند دنیا را داراست. ”

## حمله‌ها علیه ایران
در ژوئن ۲۰۱۰ تأسیسات هسته‌ای ایران در نطنز توسط یک بدافزار به نام «استاکس‌نت» مورد حمله سایبری واقع شد. طبق گزارش‌ها، استاکس‌نت که با مشارکت آمریکا و اسرائیل طراحی شده بود، نزدیک به ۱٬۰۰۰ گریزانه تأسیسات اتمی ایران را نابود کرد. به گزارش بیزنس اینسایدر (Business Insider) «این کار سبب شد برنامه اتمی ایران ۲ سال عقب بیفتد.» این ویروس رایانه‌ای طراحی شده بود تا نزدیک به ۶۰٬۰۰۰ رایانه را آلوده کند اما دولت ایران اظهار داشت که این ویروس نتوانسته آسیب چندانی وارد کند. ایران به راه حلی برای مقابله با این ویروس دست یافت که این باعث بهتر شدن وضعیت دفاع سایبری این کشور و پیشرفت آن شد. اما تاکنون هیچ دولتی مسئولیت این حمله را عهده‌دار نشده است.گرچه منابعی این حملات را به CIA, NSA و موساد مربوط می‌دانند.
حمله سایبری علیه جمهوری اسلامی به هک‌هایی گفته می‌شود که به دلایل سیاسی، اجتماعی و فرهنگی انجام می‌شود.
اولین هک علیه جهوری اسلامی ایران در ۲۹ شهریور ۱۳۸۸ برای سایت سازمان صدا و سیما در زمان اعتراضات انتخابات ریاست جمهوری دهم اتفاق افتاد.
در سال ۱۳۹۹ و ۱۴۰۰ و ۱۴۰۱ موج حملات سایبری اوج و شدت بیشتری گرفت.
همچنین صدا و سیما جمهوری اسلامی در تاریخ ۲۲ بهمن در هنگام سخنرانی رئیس‌جمهور به مناسبت چهل و چهارمین سالگرد پیروزی انقلاب هک شد.

### حمله ناشناس‌ها (انانیموس) به زیرساخت‌های دولتی
در ۲۹ شهریور در هنگام اعتراضات پس از کشته شدن مهسا امینی؛ ناشناس‌ها در ویدیویی در توئیتر اعلام کردند که علیه جمهوری اسلامی شروع به حمله سایبری می‌کند
لیست سایت‌های هک شده توسط این گروه تا ۱ مهر
- فارس نیوز
- سایت دولت dolat.ir
- سایت iran.gov.ir
- پایگاه داده‌های مجلس در اوایل مهر ۱۴۰۱ هک شد و شماره تلفن‌ها و اطلاعات همه نمایندگان را منتشر کردند.[۱۵][۱۶][۱۷]
- وب سایت وزارت نفت[۱۵]
- وب سایت وزارت اقتصاد و دارایی[۱۵]
- وب سایت رسمی سیدعلی خامنه‌ای[۱۸][۱۹]
- وب سایت صدا و سیما[۲۰]

#### پیام نهم مهر
گروه انانیموس یا «ناشناس» روز شنبه، نهم مهر ۱۴۰۱، وعده داد از حجم زیادی از داده‌ها که به‌دست آورده است، بخشی از داده‌ها را منتشر خواهد کرد و بخشی دیگر را به سازمان‌های بین‌المللی خواهد داد.

#### هک صدها دوربین نظارتی
گروه هکری انانیموس در ۲۵ مهر ۱۴۰۱ اطلاعات صدها دوربین نظارتی در تهران را در راستای حمایت از اعتراضات در ایران، هک و از کار انداخت.

### فهرست هک‌های انجام شده
- ۱ اسفند ۱۴۰۲ هک سرورها و افشای میلیونها سند محرمانه قوه قضائیه جمهوری اسلامی توسط گروه «عدالت علی» صورت گرفت.[۲۳][۲۴]
- گروه قیام تا سرنگونی سه‌شنبه ۲۴ بهمن ۱۴۰۲ بیش از ۶۰۰ سرور مجلس شورای اسلامی را از دسترس خارج و تسخیر کرد.[۲۵][۲۶][۲۷]
- هک سامانه کارت سوخت کشور و ایجاد اختلال در سیستم سوخت رسانی توسط گروه هکری گنجشک درنده در ۲۷ آذر ۱۴۰۲
- هک سرورها و سایت‌های نهاد نمایندگی رهبری جمهوری اسلامی در دانشگاه‌ها توسط گروه قیام تا سرنگونی در اواخر آبان ۱۴۰۲
- هک نامه‌نگاری‌های خیلی محرمانه بین ستاد کل نیروهای مسلح، با دفتر ابراهیم رئیسی در خرداد ۱۴۰۲[۲۸]
- هک و غیرفعال کردن خبرگزاری فارس وابسته به سپاه پاسداران توسط گروه هکری بلک ریوارد در ۴ آذر ۱۴۰۱[۲۹]
- هک ایمیل مدیران و کارکنان شبکه پرس تی وی توسط گروه هکری بلک ریوارد در مهر ۱۴۰۱[۳۰]
- هک صدا و سیما توسط گروه هکری عدالت علی در ۱۶ مهر ۱۴۰۱[۳۱]
- هک ایمیل مدیر و کارمندان سازمان انرژی اتمی ایران توسط گروه هکری بلک ریوارد با حجم ۵۰گیگابایت در اواخر مهر ۱۴۰۱[۳۲]
- هک سازمان فرهنگ و ارتباطات اسلامی توسط گروه قیام تا سرنگونی در ۱۲ تیر ۱۴۰۱[۳۳]
- هک شرکت فولاد مبارکه خوزستان توسط گروه گنجشک درنده در ۶ تیر ۱۴۰۱[۳۴]
- هک بسیار گسترده ۵ هزار دوربین کنترلی و ۱۵۰ سایت و سامانه برای شهرداری تهران در ۱۲ خرداد ۱۴۰۱[۳۵]
- هک وزارت جهاد کشاورزی توسط گروه قیام تا سرنگونی در ۵ اردیبهشت ۱۴۰۱[۳۶]
- هک وزارت فرهنگ و ارشاد توسط یک گروه ناشناس مرتبط با سازمان مجاهدین خلق ایران در ۲۲ اسفند ۱۴۰۰[۳۷]
- هک زندان قزلحصار توسط گروه عدالت علی در ۱۸ بهمن ۱۴۰۰[۳۸]
- هک تلوبیون توسط گروه عدالت علی در ۱۲ بهمن ۱۴۰۰[۳۹]
- هک صدا و سیما توسط یک گروه ناشناس مرتبط با سازمان مجاهدین خلق ایران در ۷ بهمن ۱۴۰۰[۴۰]
- هک شرکت هواپیمایی ماهان توسط گروه هوشیاران وطن در ۳۰ آبان ۱۴۰۰[۴۱]
- هک پمپ بنزین‌ها توسط گروه هکری گنجشک درنده در ۵ آبان ۱۴۰۰[۴۲]
- هک زندان اوین توسط گروه عدالت علی در ۳۱ مرداد ۱۴۰۰[۴۳]
- هک سایت سازمان تأمین اجتماعی توسط گروه تپندگان در ۹ خرداد ۱۳۹۸[۴۴]
- هک توییتر، ایمیل و اینستاگرام شهرداری تهران توسط گروه تپندگان در ۲۰ تیر ۱۳۹۷[۴۵]
- هک فرودگاه بین‌المللی شهید مدنی تبریز توسط گروه تپندگان در ۱۶ خرداد ۱۳۹۷[۴۶]
- هک فرودگاه بین‌اللملی مشهد توسط گروه تپندگان در ۳ خرداد ۱۳۹۷[۴۷]
- هک سیستم بانکی ایران توسط گروه هکری آی‌آر لیکس (IRLeaks) در مرداد ۱۴۰۳.[۴۸]

با اینکه نمی‌توان هک‌های انجام شده را تحلیل کرد اما به‌طور کلی هک‌ها با استفاده یک حفره امنیتی انجام می‌شود.

### گروه عدالت علی

#### هک صدا و سیما
پخش خبر ساعت ۲۱ شنبه ۱۶ مهرماه تلویزیون جمهوری اسلامی در حین پخش اظهارات سید علی خامنه ای، برای لحظاتی تصویر علی خامنه‌ای، رهبر جمهوری اسلامی، با عبارت «خون جوانان ما می‌چکد از چنگ تو»، در کنار تصویر مهسا امینی و سه تن از کشته‌شدگان اعتراضات اخیر ایران به نمایش درآمد.
عکس‌هایی از سارینا اسماعیل‌زاده و نیکا شاکرمی، دو دختر ۱۶ ساله و حدیث نجفی، جوان ۲۳ ساله، که در جریان اعتراضات اخیر در ایران کشته شدند از جمله این تصاویر بودند.
در هنگام پخش این تصویر، که صدای شعار «زن، زندگی، آزادی» نیز شنیده می‌شد.
در تصویر تلویزیونی به نمایش درآمده توسط هکرهای عدالت علی، همچنین عبارت «به ما بپیوندید و به پا خیزید» مشهود است.
این گروه هکری در بیانیه‌ای که بلافاصله پس از این حمله سایبری منتشر کرد، مسئولیت هک تلویزیون حکومتی ایران را بر عهده گرفت و نوشت: «تا نابودی نظام فاسد به عملیات خود ادامه می‌دهیم.»

این گروه در توییتر خود می‌نویسد:
لحظات شیرین هک اخبار صدا وسیما - بهار می‌آید از تمامی هموطنان عزیز خواست می‌کنیم تا تصویر هک #صدا_و_سیما را با ما و تمامی دوستان و آشنایان خود به اشتراک گذارند تا بشارت سرنگونی رژیم را به همگان انتقال دهیم و اسم آنها روی سنگ مزارشان بنویسیم
#OpIran
#اعتصابات_سراسری
#عدالت_علی
قابل ذکر است که به ترتیب در ۷ بهمن ۱۴۰۰ و ۱۲ بهمن ۱۴۰۰، صدا و سیما جمهوری اسلامی و تلوبیون (رسانه اینترنتی صدا وسیما) هک شده است.

#### هک مکاتبه مقامات قضایی
گروه هکری «عدالت علی» در مهر ۱۴۰۱ اعلام کرد که به سندی از مکاتبه مقامات قضایی دست یافته که در آن محمد شهریاری، معاون دادستان و سرپرست دادسرای جنایی تهران طی نامه‌ای رسمی به تاریخ ۳۰ بهمن ۱۴۰۰ به دادستانی عمومی و انقلاب تهران، از دفن «تحت‌الحفظ» (مخفیانه) ۱۱۰ تن از کشته‌های آبان ۹۸ در تهران که با سلاح گرم کشته شدند، خبر داده است.
وی در ادامه می‌نویسد به دستور ابراهیم رئیسی، رئیس وقت قوه قضائیه، مسئول پیگیری وضعیت کل اجساد در تهران شده و «تمامی اجساد و خانواده‌های آنان را مدیریت کرده و اجساد به‌صورت تحت‌الحفظ به محل دفن منتقل گردیده است».
وی در ادامه می‌گوید به خاطر این کارکرد، «مورد تقدیر ریاست وقت قوه قضائیه» (ابراهیم رئیسی) قرار گرفته است.

#### هک زندان قزل‌حصار
گروه سایبری «عدالت علی» ۱۸ بهمن ۱۴۰۰ بخشی از سامانه‌های زندان قزل‌حصار کرج را هک کرده و مدارکی از جمله فهرست ۱۸۴۶ نفر از بازداشت‌شدگان اعتراض‌های آبان ۹۸ و موارد اتهامی آن‌ها را که دربرگیرنده موارد اتهامی چون «اخلال در نظم»، «فعالیت تبلیغی علیه نظام»، «توهین» به دو رهبر جمهوری اسلامی در فضای مجازی و «اجتماع و تبانی به قصد اقدام علیه امنیت کشور» بوده، ارائه داده است.

#### هک تلوبیون
سال ۱۴۰۰ حمله سایبری به تلوبیون شد. گروه هکری «عدالت علی» با هک سرور این وبگاه، پیامی در مخالفت با جمهوری اسلامی در آن پخش کرد. این حمله هکری منجر شد تا دسترسی به برنامه‌های صداوسیما از طریق آرشیو ساعتی تلوبیون طی روزهای مختلف، از دسترس کاربران خارج شود. در این هک پس از پخش شعار «مرگ‌بر دیکتاتور» یک شخص با نقابی از طرف گروه «عدالت علی» ظاهر شده و پیامی را علیه حکومت جمهوری اسلامی می‌خواند.
«ما آماده‌ایم تا پایه‌های رژیم فاسدی که بر کشورمان مسلط شده را به لرزه بیندازیم. دیگر ما را ساکت نخواهند کرد. ما دهه زجر [فجر] را به عزایشان تبدیل می‌کنیم. حجاب بی‌حجاب. حجاب را می‌سوزانیم. بت‌هایشان را می‌شکنیم. قصرهای زورگویان را افشا می‌کنیم تا ملت حسابشان را برسند. رژیم ضرب شست ما را دیده و باز هم خواهد دید».— گروه هکری «عدالت علی»، رادیو فردا

#### هک زندان اوین
در مردادماه ۱۴۰۰ گروه هکری «عدالت علی» دوربین‌های مداربستهٔ زندان اوین را هک کردند. تصاویر و ویدئوهای انتشاریافته نشان‌دهندهٔ وضعیت وخیم زندانیان، ضرب‌وشتم، آزار دادن زندانیان و خشونت وحشیانه مأموران زندان اوین همراه بود. این گروه پیامی از خود بر روی مانیتورهای اتاق مانیتورینگ زندان پخش کرد که چنین مضمونی داشت: «زندان اوین لکه ننگی بر عمامه سیاه و ریش سفید رئیسی؛ اعتراضات سراسری تا آزادی زندانیان سیاسی». این گروه هکری در بیانیهٔ خود هشدار داد که «به افشای ظلم و ستمی که ابراهیم رئیسی و رژیم به مردم روا می‌دارند، ادامه خواهیم داد». گروه عدالت علی در حساب توئیتری خود نوشت: «‏ما عدالت علی تصمیم به بر ملا کردن جنایات رژیم گرفته و به سیستم‌های زندان اوین حمله سایبری کردیم. جهان را از نقض بارز حقوق بشر در پشت دیوارهای زندان اوین مطلع کنید.»

#### هک سرورهای قوه قضائیه جمهوری اسلامی
افشای میلیونها سند محرمانه قوه قضائیه جمهوری اسلامی توسط گروه «عدالت علی» صورت گرفت. در ۱ اسفند ۱۴۰۲ این گروه اعلام کرد به سامانه مدیریت پرونده‌های قضایی دست پیدا کرده که برخی از اسناد محرمانه به دست آمده به جلسه شورای امنیت و بررسی ابعاد امنیتی پس از کشته شدن مهسا امینی مربوط است که میراحمدی نامه‌ای برای دیگر مقامات نظامی، امنیتی ارسال کرده که در آن تأکید کرده نباید در این باره نباید تجمع‌های خیابانی شکل بگیرد. در یک سند دیگر قوه قضائیه جمهوری اسلامی در اوایل خیزش و اعتراض‌های ۱۴۰۱، ۶۶ خبرنگار و روزنامه‌نگار را دستگیر کرده بود که از این تعداد ۳۸ نفر در تهران و ۲۸ تن در شهرهای دیگر بازداشت شدند.

### گروه قیام تا سرنگونی

#### هک دوربین‌ها و سایت‌های شهرداری تهران
در ۱۲ خرداد ۱۴۰۱ سایت شهرداری و دوربین‌های کنترلی شهرداری تهران و تمام دوربین‌های آرامگاه سید روح‌الله خمینی هک شد.
این حمله همانند هک دوربین‌های زندان اوین و قزل حصار و فرودگاه مشهد است.
این حمله با نزدیک شدن به روز درگذشت خمینی انجام شده است.
این حمله بعد از هک سازمان صدا و سیما هک بزرگی به‌شمار می‌آید.
باشگاه خبرنگاران جوان نیز در پیامی توئیتری در این باره نوشت که «براساس پیگیری‌های صورت گرفته، بخشی از شبکه دوربین‌های نظارتی شهرداری و همچنین زیرساخت‌های خدماتی همچون سایت تهران من، سایت شهرداری تهران و نیز بخشی از سامانه‌های داخلی همچون اتوماسیون داخلی و دیگر سامانه‌های ارتباطی کارکنان شهرداری تهران مختل شده است.
در پی رخنه هکرها، تصاویری از مسعود رجوی، رهبر سازمان مجاهدین خلق، و مریم رجوی، رئیس شورای ملی مقاومت ایران، همراه با تصویری از رهبر جمهوری اسلامی با ضربدر قرمز، در صفحه اصلی وب‌سایت تهران به نمایش درآمد.
در آن مورد نیز گروه هکرهای هوادار سازمان مجاهدین خلق موسوم به «قیام تا سرنگونی» مسئولیت حمله سایبری را بر عهده گرفتند.

#### هک وب‌سایت‌های وزارت خارجه جمهوری اسلامی
گروه هکری «قیام تا سرنگونی»، وابسته به سازمان مجاهدین خلق در ۱۷ اردیبهشت ۱۴۰۲، ۲۱۰ سایت و سامانه وزارت خارجه جمهوری اسلامی را از دسترس خارج کرد و عکس‌های مریم و مسعود رجوی همراه با شعارهایی علیه سران جمهوری اسلامی را بر روی صفحه سایت قرار داد و اسناد و مدارکی مانند اطلاعات مربوط به مدیران وزارت خارجه و تصویر کارت بسیج حسین امیرعبداللهیان، وزیر امور خارجه جمهوری اسلامی را منتشر کرد. این گروه اسناد محرمانه‌ای را در مورد تبادل اسدالله اسدی با یک زندانی بلژیکی در ایران منتشر کرد که نشان می‌دهد، اولین پیش‌نویس توافقنامه ایران و بلژیک در ۲۶ آوریل ۲۰۲۱ در تهران نوشته شده است و اولین امضای نمایندگان هر دو وزارتخانه در ۳۱ مه ۲۰۲۱ صورت گرفته است، اسدالله اسدی دیپلمات جمهوری اسلامی است که به اتهام تلاش برای بمب‌گذاری در گردهمایی سازمان مجاهدین خلق به ۲۰ سال زندان محکوم شده است. در این میان وزارت خارجه ایران حمله سایبری را تأیید کرد اما درز دادن اسناد را تکذیب می‌کند.

#### هک سرورها و سایت نهاد ریاست‌جمهوری
گروه هکری «قیام تا سرنگونی» که نزدیک به سازمان مجاهدین خلق است روز دوشنبه ۸ خرداد ۱۴۰۲ سایت نهاد ریاست جمهوری ایران را هک کرد و به اطلاعات ۱۲۰ سرور دسترسی پیدا کرد و اسناد بسیاری را به دست آورد. از جمله اسناد به دست آمده نامه معاونت سیاسی وزارت کشور به وزرای علوم و بهداشت دربارهٔ برخورد با دانشجویان و استادان معترض، ممنوع الورود کردن دانشجویان معترض، محروم کردن آنان از امکانات رفاهی و ملغی شدن اعطا مدرک تحصیلی است، همچنین اسنادی دربارهٔ جلسات کمیته‌های فرماندهی قرارگاه ثارالله برای سرکوب دانشگاه‌ها و تهیه فهرستی از استادان «تندرو و مسئله‌دار» است، همچنین یکی از اسناد راه‌اندازی ۷۴۰ دوربین مراقبتی فعال و طراحی شده برای تشخیص چهره دانشجویان معترض در دانشگاه علم و صنعت را افشا می‌کند. در میان اسناد منتشر شده نامه محمد مخبر به علی خامنه‌ای دربارهٔ بدهی ۱۱٫۶میلیارد دلاری سوریه به ایران تا سال ۱۳۹۹ در بخش‌های غیرنظامی و غیرامنیتی می‌باشد. همچنین فهرست کارمندان وزارت خارجه و نمایندگی‌های جمهوری اسلامی در تمام کشورها، فهرست اعضای شورای مرکزی و مشاوران و فرماندهان پایگاه‌های مرکز مقاومت بسیج وزارت خارجه و سازمان بسیج کربلا در وزارت خارجه، شماره تلفن‌های مقام‌های وزارت خارجه و خودروهایی که در اختیار این مقامات است هک و منتشر شده است. همچنین کارت عضویت فعال حسین امیرعبداللهیان در سازمان بسیج که نشان می‌دهد او از نفرات قدیمی سپاه و نیروی تروریستی قدس و در حال حاضر «عضو فعال بسیج» است. این گروه هکری همچنین به انتشار مکاتبات مربوط به واگذاری ۱ میلیون و ۱۶۲ هزار متر زمین در استان قم به سازمان انرژی اتمی برای توسعه مجتمع غنی‌سازی فردو را افشا کرده است. یکی دیگر از این اسناد، نامه وزارت اطلاعات دربارهٔ تأخیر ۲۰ دقیقه‌ای ورود نیروی انتظامی پس از حمله به سفارت جمهوری آذربایجان می‌باشد. همچنین وزارت اطلاعات پیشنهاد کرده حساسیت روسیه را نسبت به حضور ناتو در جمهوری آذربایجان بالا ببریم.

##### هک نامه‌نگاری‌های خیلی محرمانه بین ستاد کل نیروهای مسلح، با دفتر ابراهیم رئیسی
در خرداد ۱۴۰۲ گروه هکری قیام تا سرنگونی، نزدیک به سازمان مجاهدین خلق، فاش ساخت که در جریان اعتراضات ۱۴۰۱ بنا بر درخواست محمد باقری رئیس ستاد کل نیروهای مسلح، ابراهیم رئیسی با درخواست اختصاص دست‌کم «۱۰ هزار میلیارد تومان» برای «پایان دادن به وضع فعلی» موافقت کرد. این ۱۰ هزار میلیارد تومان برای تهیه اقلام ضروری سرکوب شامل خودرو، موتورسیکلت، لباس، تجهیزات انفرادی و دیگر «هزینه‌های اجتناب‌ناپذیر عملیاتی» بود. این افشاگری بر اساس هک نامه‌نگاری‌های خیلی محرمانه بین ستاد کل نیروهای مسلح و همچنین قرارگاه ثارالله تهران، با دفتر ابراهیم رئیسی است.

#### هک سرورها و سایت‌های نهاد نمایندگی رهبری جمهوری اسلامی در دانشگاه‌ها
گروه هکری «قیام تا سرنگونی» در اواخر آبان ۱۴۰۲ اسناد و اطلاعات هک شده از ۸۳۰ سایت و سرور نهاد نمایندگی رهبری جمهوری اسلامی را افشا و منتشر کرد. در یک فایل صوتی، رئیس مرکز امور بین‌الملل این نهاد، حمیدرضا حدادپور گفت: «خیلی از دانشجویان فرزندان افراد بانفوذی از کشور خود هستند که قاعدتاً جای پدرانشان خواهند نشست.» وی در ادامه اشاره کرده است که شخص سید علی خامنه‌ای با برگزاری چند جلسه در دفترش مشخص کرده است که افرادی به عنوان دبیر فرهنگی دانشجویی بین‌المللی منصوب شوند تا در دانشگاه‌ها انتخاب شوند و با دانشجویان خارجی به خصوص در خوابگاه‌ها ارتباط بگیرند. این افراد با پیشنهاد معاونت بین‌الملل دفتر خامنه‌ای و همچنین نهاد نمایندگی رهبر جمهوری اسلامی انتخاب می‌شوند. وی همچنین گفته: با این افراد با پرداخت ۵ تا ۹ میلیون تومان قرارداد بسته خواهد شد، و قاسم سلیمانی به دانشجویان بین‌المللی توجه جدی داشته و برای حل برخی از پیچ‌ها و گرفتاری‌ها در این مسیر با نامه‌نگاری با دولت اقداماتی کرده بود. به دنبال این سخنان او تأکید کرد دانشجویان خارجی که به این صورت در ایران تحصیل کرده و آموز می‌بینند: «سرپنجه‌ها و عقبه فکری برای جمهوری اسلامی در منطقه و دیگر کشورها ایجاد می‌شود همان‌گونه که در قبل بوده و ما اکنون اثراتش را می‌بینیم.» در یک جلسه با برخی از رهبران گروه حشد شعبی، مقام‌های دانشگاه تهران به توافق رسیدند که اعضای این نیرو و دیگر نیروهای نیابتی جمهوری اسلامی در منطقه، که «متقاضی تحصیل» هستند، وارد دانشگاه‌های ایران از جمله دانشگاه تهران شوند. همچنین بهرام عین‌اللهی، وزیر بهداشت، در سال ۱۴۰۰ تأکید کرده بود: «صدور انقلاب اسلامی از طریق دانشجویان خارجی می‌تواند محقق شود؛ زیرا دانشجویان خارجی تربیت‌شده در ایران، مبلغ خوبی برای جمهوری اسلامی ایران در کشورهای خود شده‌اند.» از جمله نهادهای زیر نظر خامنه‌ای که روحانیون خارجی را در ایران برای مقاصد جمهوری اسلامی آموزش می‌دهد، «جامعه المصطفی العالمیه» است که از سوی آمریکا و کانادا تحریم شده است.

#### از دسترس خارج کردن سرورهای مجلس شورای اسلامی
- گروه قیام تا سرنگونی نزدیک به سازمان مجاهدین خلق ایران در روز سه‌شنبه ۲۴ بهمن ۱۴۰۲ بیش از ۶۰۰ سرور مجلس شورای اسلامی که شامل سرورهای اصلی مجلس، سرورهای کمیسیون‌های مجلس، سرورهای اصلی صحن مجلس، سرور مجلس‌یار، سرور بانک مجلس و برخی سرورهای دیگر مربوط به دبیرخانه، معاونت‌ها و دفاتر نمایندگان را از دسترس خارج و تسخیر کرد و مجموعه‌ای از اسناد محرمانه و داخلی را منتشر کرد، از جمله میزان حقوق دریافتی برخی نمایندگان ماهانه بین «۲۰۰ تا ۲۵۰ میلیون تومان» و رقم کل حقوق پرداخت‌شده به ۲۲۶ نماینده مجلس در خرداد امسال بیش از ۴۸ میلیارد تومان بوده است. روابط عمومی مجلس در واکنش مدعی شد که «برخی از این اسناد دستکاری شده و غیرقابل استناد است».[۲۵][۲۶][۲۷]
- بر اساس اسناد افشا شده، مصطفی ایزدی معاون امور راهبردی و اشراف ستاد کل نیروهای مسلح در نامه‌ای که برای خامنه‌ای نوشته است، فروش ۳/۳۶ درصدی سهام شرکت ایران خودرو از سوی بانک صادرات به شرکت بهمن و واگذاری دو سمت مدیریتی ایران خودرو به شرکت کروز را غیرقانونی نامیده است و قوه قضاییه به دلیل اشتغال چند هزار نفر در شرکت کروز، پرونده قاچاق، رشوه و جعل این شرکت را مسکوت گذاشته است.[۸۱]
- یکی دیگر از این اسناد نامه‌ای به امضا معاون اقتصاد و فناوری دبیرخانه شورای عالی امنیت ملی، محمد میرمحمدی، به دبیر شورای عالی هماهنگی اقتصادی سران قوا، محسن رضایی است. در این نامه، شیوه‌هایی برای دور زدن تحریم‌ها و حمایت از افراد و نهادهای مرتبط با آنها ذکر شده است. در این نامه به عنوان یکی از تدابیر فهرستی از افراد تحریم شده توسط وزارت اطلاعات باید هر سه ماه یکبار تهیه شود. بر اساس این نامه، افراد تحریم شده قادر خواهند بود هویت خود را تغییر داده و به فعالیت‌های شخصی خود ادامه دهند، همچنین از مزایای مالی مانند تسهیلات بانکی، بیمه، مالیاتی و گمرکی نیز بهره‌مند می‌شوند. همچنین ارائه پوشش اطلاعاتی-امنیتی، و خدمات حقوقی-قضایی در داخل و خارج از کشور به تمامی مدیران، کارگزاران و اشخاص فعال و ریسک‌پذیر در مقابله با تحریم است. این اقدام با هدف محافظت و ایمن‌سازی این افراد در برابر هرگونه آسیبی که ممکن است به آنها وارد شود، صورت می‌گیرد.[۸۲] در بخش دیگری از این نامه، روش‌هایی برای دور زدن تحریم‌ها و ورود کالاهای تحریمی و کالاهای دارای کاربرد دوگانه بیان شده است. به عنوان مثال، عدم ارائه گواهی خرید مبدأ یا پذیرش گواهی مبدأ از کشورهای غیر ایران، استفاده از اسناد دستکاری شده با اسامی مغایر سفارش دهنده، تغییر نام یا جزئیات صلح‌نامه خرید به عنوان روش‌هایی که می‌توان برای دور زدن تحریم‌ها استفاده کرد.[۸۲]
- درخواست محمد محمدی گلپایگانی از محمدباقر قالیباف برای افزایش بودجه مراکز وابسته به دفتر علی خامنه‌ای و مرکز خدمات حوزه‌های علمیه از جمله کمک ۱۰۰ میلیارد تومانی به صندوق ودیعه مسکن طلاب خارجی جامعه‌المصطفی، کمک به «آستان‌های مقدس» از ۳۰ میلیارد تومان به ۸۰ میلیارد تومان، افزایش ۱۰۰ میلیارد تومان به صندوق «بلاغ جهت حمایت از مبلغین بومی»، افزایش بودجه سازمان تبلیغات دست‌کم به ۱۰۰ میلیارد تومان، افزایش صد درصد بودجه «حمایت از مدارس دینی و کمک به معیشت روحانیون اهل سنت» در نامه‌ای محرمانه از سوی رئیس دفتر علی خامنه‌ای به رئیس مجلس افشا شده است.[۸۳]

### گروه هکری بلک ریوارد
- خبرگزاری فارس در ۴ آذر ۱۴۰۱ توسط گروه بلک ریوارد هک و غیرفعال شد. به گفته این گروه، آنها ۲۵۰ ترابایت داده را از تمام سرورها و کامپیوترهای این رسانه حکومتی حذف کردند و دیتاهای هک شده علاوه‌بر بولتن‌های محرمانه ارسالی به نهاد رهبری جمهوری اسلامی و سپاه پاسداران، بخشی از اسناد شامل فکس‌ها، تماس‌های رکورد شده، اطلاعات پورتال‌های داخلی مربوط به مکالمات اداری، آرشیو تصاویر و اسناد مالی را دانلود کرده‌اند.[۸۴][۸۵][۸۶]

چند روز بعد بلک ریوارد دو سند متنی را که در دو فایل پی‌دی‌اف تهیه شده و از عملیات هک کردن خبرگزاری فارس به دست آمده، منتشر کرد. در این دو سند برنامه‌ریزی و راهکارهای جمهوری اسلامی برای بهره‌برداری سیاسی از جام جهانی فوتبال ۲۰۲۲، به‌ویژه در راستای سرکوب هرگونه اعتراض از سوی بازیکنان تیم ملی فوتبال ایران را نشان می‌دهد.
همچنین از این مجموعه هک‌شده یک فایل صوتی از جلسه دو ساعته قاسم قریشی، جانشین فرماندهی بسیج، با مدیران رسانه‌های نزدیک به سپاه پاسداران و بسیج منتشر شده است. این نشست که عصر روز ۲۴ آبان و در نخستین روز از اعتصاب سه‌روزه در سالگرد آبان خونین برگزار شده است و در آن فاش می‌شود که بازاریان در دست‌کم ۲۲ استان ایران به اعتصابات سراسری پیوسته و «میانگین تعطیلی بازار در ۲۴ آبان حدود ۷۰ تا ۱۰۰ درصد بوده است» و از این میان، بیشترین میزان اعتصاب مربوط به بازار تهران و سپس کردستان بوده است. در این جلسه با اشاره به تجمعات دانشجویان در ۶۲ دانشگاه و دانشکده و تحصن در ۱۱ دانشگاه گفته شد که ۱۲ مورد حمله به پایگاه‌ها و حوزه‌های بسیج و همچنین دفاتر امامان جمعه در بیرجند، کنگان و یاسوکند، علی اصغر عنابستانی، نماینده سبزوار و نماینده سابق شهرستان گنبد بوده است. در این جلسه به تلاش برای برجسته کردن رخدادهایی مانند بمب‌گذاری ۲۰۲۲ استانبول، اعتصاب‌های لندن، استراق سمع از مکالمه تلفنی میان رعنا رحیم‌پور، گوینده بی‌بی‌سی فارسی و مادرش و همین‌طور جام جهانی فوتبال ۲۰۲۲ برای انحراف افکار عمومی از وضعیت ایران و اعتراضات گسترده اشاره می‌شود. همچنین در آن موضوعاتی دیگری نیز از جمله نامگذاری اعتراضات سراسری با عنوان «فتنه سیاه»، وضعیت حسین رونقی در زندان، کشتار معترضان در زاهدان و چانه‌زنی بر سر سهمیه اعزام به مسابقات جام جهانی در قطر نیز مورد بحث قرار می‌گیرد. در این جلسه قاسم قریشی با اهانت به خانواده علی دایی می‌گوید: «هر چند آدم وقتی می‌بیند یکی مثلاً علی دایی که در وجودشان چیزی نمانده …، البته بعید هم نیست با آن وضع تربیت دختر و زن.»
همچنین در این هک فاش شد، قوه قضائیه برای ۸۰ تن از معترضان بازداشت شده در جریان خیزش ۱۴۰۱ کیفر خواست محاربه صادر کرده است. همچنین در جریان این هک و افشای بولتن‌های فرمانده سپاه پاسداران ۲۹ هزار نفر از معترضان در طی دو ماه اول خیزش ۱۴۰۱ بازداشت شده‌اند.
در بخشی از بولتن‌های محرمانه خبرگزاری فارس مورخه ۱۹ آذرماه، آورده شده خامنه‌ای در دیدار با غلامعلی حدادعادل گلایه کرده است «که چرا برخی خواص سکوت کردند؟»
در ادامه این افشاگری در یکی از همین بولتن‌های خبرگزاری فارس، خامنه‌ای خواستار «بی‌آبرو کردن» مولوی عبدالحمید شده است.
در هک خبرگزاری فارس از دخالت نهادهای امنیتی در جریمه‌های سنگین برای فوتبالیست‌هایی که در کنار مردم معترض بوده‌اند و همین‌طور عزل مربیان فوتبالی که با اعتراضات همراهی کردند و همچنین حمایت سپاه از مهدی تاج برای رسیدن به میز ریاست فدراسیون فوتبال افشا شده است.
- گروه هکری «بلک ریوارد» مهر ماه ۱۴۰۱ موفق به هک ایمیل مدیران و کارمندان شبکه خبری «پرس تی‌وی» و دست یافتن به اطلاعات شخصی آن‌ها شد. این گروه هکری برای کلیه کارمندان نوشت: «خودتان را این روزها به چه قیمتی می‌فروشید؟ با همان نرخ سابق با شما حساب می‌کنند؟ بترسید از فردا، قبل از آن که خیلی دیر شود!» و سپس این اطلاعات را منتشر کرد. کل اطلاعات سرویس ایمیل این شبکه نیز توسط این گروه به صورت عمومی منتشر شد. در بین اسناد منتشر شده پرداخت وجه به افراد مختلف و ار جمله خبرنگاران و فعالان رسانه‌ای غیر ایرانی برای پوشش سیاست‌های مورد تأیید حکومت جمهوری اسلامی به چشم می‌خورد.[۹۷][۹۸][۹۹][۱۰۰]
- گروه هکری بلک ریوارد روز شنبه ۳۰ مهرماه با انتشار پیام تلگرامی جدیدی، ۵۰ گیگابایت از اسناد هک شده این شرکت، از جمله اسناد قراردادها، پرداخت دستمزدها و ایمیل‌های رسمی را منتشر کرد. این گروه هکری یک روز بعد از ضرب الاجل خود به مقامات ایران برای آزاد کردن زندانیان اعتراضات اخیر اقدام به انتشار این اسناد کرد.[۱۰۱]
- گروه هکری بلک ریوارد روز جمعه ۳۰ دی ۱۴۰۱ وب‌سایت دانشگاه امام صادق از مراکز اصلی ترویج ایدئولوژی حکومت جمهوری اسلامی هک کرد. این گروه هکری این دانشگاه را «پل مدیریت برای آقازاده‌ها» نامیده است. افراد زیادی از اعضای دولت کنونی جمهوری اسلامی از دانش‌آموختگان همین دانشگاه هستند. این گروه هکری وعده داده که «اطلاعات و اسناد به دست آمده» از وب‌سایت دانشگاه امام صادق را به‌طور علنی منتشر خواهد کرد.[۱۰۲][۱۰۳]

### گروه هکری گنجشک درنده
- دوشنبه ۲۷ آذر ۱۴۰۲ گروه هکری گنجشک درنده یک حمله سایبری به روی جایگاه‌های سوخت در سراسر ایران انجام داد که مختل شدن حدود ۷۰ درصد از پمپ بنزین‌ها شد. این گروه در بیانیه‌اش گفته: «خامنه‌ای! همان‌طور که قبلاً تذکر دادیم، در مقابل تحریکات شرورانه تو در منطقه عکس‌العمل نشان خواهیم داد.»[۱۰۴]
- در روز دوشنبه ۲۷ ژوئن (شش تیر) ۱۴۰۱ شرکت صنایع فولاد خوزستان همزمان با ۳ شرکت تولیدی فولاد در اصفهان، خوزستان و هرمزگان اعلام کردند که مورد حمله سایبری قرار گرفته است. این حمله را یک گروه سایبری با نام «گنجشک درنده» ساعاتی پس از حمله به عهده گرفت و با انتشار ویدئویی مسئولیت این جمله را در واکنش به «تجاوزگری‌های جمهوری اسلامی» اعلام کردند. این حمله سایبری اگر چه خسارتی به مجموعه صنایع فولاد وارد نکرده، اما سیستم آی تی، ایجاد یک باگ را در سیستم نشان می‌داده است.[۱۰۵]
- سه‌شنبه چهارم آبان ۱۴۰۰ سیستم‌های چهار هزار و ۳۰۰ پمپ بنزین در ایران دچار اختلال شدند و مورد حمله گسترده سایبری قرار گرفت. این حمله را گروه هکری گنجشک درنده به عهده گرفت. در همان زمان جمله «خامنه‌ای بنزین ما کو؟» بر روی بیلبوردهای دیجیتال نصب شده در سطح شهر تهران منتشر و دیده شد.[۴۲]

### درگیری بین دولت‌ها
در تاریخ ۲۳ اسفند ۱۴۰۰ تمام سایت‌های دولتی اسرائیل با دامنه gov.il از طریق حمله DDos از دسترس خارج شد.
بسیاری حمله سایت‌های دولتی اسرائیل را گردن جمهوری اسلامی و گروه‌های زیر ربط آن میندازند.
در تاریخ ۸۹ موساد و سیا ویروسی به نام استاکس‌نت را طراحی و از طریق یواس‌بی به سامانه نرم‌افزاری تأسیسات هسته‌ای نطنز منتقل شده است.

### ترور
رسانه‌ها در اکتبر ۲۰۱۳ گزارش کردند که جسد پژمان بابایی که به‌عنوان «رئیس جنگ سایبری» خدمت کرده بود، در حالی در کرج پیدا شد که چندین گلوله بدان برخورد کرده بود.
در حمله ای دیگر رسانه‌ها در ایران روز سه‌شنبه، چهارم آبان‌ماه ۱۴۰۰، از قطع توزیع بنزین در جایگاه‌های سوخت سراسر کشور به‌دلیل آنچه «اختلال» در سامانه هوشمند سوخت عنوان شد، خبر دادند.
این حمله باعث تعطیلی پمپ بنزین‌ها در تهران و دیگر شهرهای ایران و ایجاد صف‌های طولانی شد.

## حمله‌ها توسط ایران
دولت ایران به سبب حمله‌های سایبری علیه ایالات متحده آمریکا، اسرائیل کشورهای عرب حاشیه خلیج فارس توسط تحلیل‌گران محکوم شده است. اما همواره دولت ایران این حملات و نیز هک کردن حساب بانکی آمریکاییان را رد نموده است. مایکل جوزف گراس معتقد است مناقشه میان آمریکا و ایران در سال ۲۰۱۳ نخستین جنگ سایبری دنیا بوده است.
ادوارد اسنودن با سندی که از آژانس امنیت ملی ایالات متحده آمریکا منتشر کرد، آشکار کرد که ایرانیان از حمله‌های گسترده و پیچیده‌ای که آمریکایی‌ها علیه ایران صورت داده‌اند، درس‌های زیادی آموخته‌اند.

### رخدادها
- اوت ۲۰۱۴: یک عضور رسمی نیروهای دفاعی اسرائیل به رسانه‌ها گفت که ایران حمله‌های مهمی علیه زیربناهای اینترنت در اسرائیل صورت داده است.[۱۱۰]
- اکتبر ۲۰۲۳: رونن برگمن در مقاله ای در نیویورک تایمز از بزرگ‌ترین حمله سایبری ایران علیه اسرائیل پرده برداشت و اعتراف کرد که در این حمله هکرها موفق شده‌اند حجم عظیمی از اطلاعات را به دست بیاورند.[۱۱۱]
- ۳۱ مارس ۲۰۱۵: هکرهای ایرانی، به احتمال هکرهای ارتش سایبری ایران موجب یک قطعی برق ۱۲ ساعته فجیع در ۴۴ استان از ۸۱ استان ترکیه، با سکنه بیش از ۴۰ میلیون تن شدند. استانبول و آنکارا نیز شامل این قطعی برق شدند.[۱۱۲]

### ایران و عربستان
روز پنج‌شنبه مورخ ۶ خرداد ۹۵ یک هکر از عربستان سعودی با نام داعش سایت مرکز آمار ایران را هک و از دسترس خارج کرد. چند ساعت بعد تیم‌های امنیتی ایرانی به حالت آماده باش درآمده و شروع به هک و نفوذ به سرورهای آنها کردند. تیم‌هایی نظیر aHor4 و CRONYISM و Termint Security Team و iran cyber و the hacking مسولیت حملات سنگین تکذیب سرویس و نفوذ را برعهده گرفتند. از جمله سایت‌هایی که مورد تهاجم از سمت ایران قرار گرفتند وزارت آب عربستان و وزرات ورزش و جوانان این کشور بود. در این میان قرارگاه سایبری مالک اشتر با نظم دهی به این حرکت اخبار مبنی بر هک شدن صفحات عربستان سعودی را گسترش داد. حدود دو روز حملات ادامه داشت

### ایران و اسرائیل
در مه ۲۰۲۰ فاکس نیوز گفت ایران در حمله سایبری ماه میلادی گذشته (آوریل) به تأسیسات آبی اسرائیل نقش داشته و این کار را با نفوذ به سرورهای آمریکایی انجام داده است. اداره سایبری اسرائیل و مقامات شرکت آب و فاضلاب پیشتر در بیانیه‌ای مشترک مدعی شده بودند که در حدفاصل ۲۴ تا ۲۵ آوریل (۵ و ۶ اردیبهشت)، حملات سایبری ناکامی علیه زیرساخت‌های آبی انجام شده است.رئیس اداره ملی سایبری اسرائیل گفت که یک «حمله بزرگ» اینترنتی به تأسیسات آبی کشور در ماه گذشته دفع شده است. ایران این موضوع را تأیید نکرده است. روزنامه واشینگتن پست چاپ آمریکا در گزارشی که روز دوشنبه ۲۹ اردیبهشت منتشر کرد به نقل از یک مقام دولت آمریکا و مقامات رسمی «یک دولت خارجی» مدعی شد که اسرائیل علیه تأسیسات «بندر شهید رجایی ایران» حمله سایبری داشته است. واشینگتن پست گفت: این حمله در واکنش به عملیات سایبری صورت گرفته از سوی ایران در ماه آوریل به «تأسیسات آب و فاضلاب اسرائیل» انجام شده است. مدیرکل بنادر و دریانوردی هرمزگان گفت:: این اختلال از روز گذشته آغاز و با تلاش کارشناسان فنی شب گذشته برطرف شد. چندی بعد مجدداً حمله ای سایبری به اسرائیل انجام شد و یک رسانهٔ اسرائیلی در این زمینه گفت :در همان ساعات اولیه آغاز تهاجم سایبری بسیار وسیع، هزاران پایگاه اطلاع‌رسانی اسرائیلی در فضای مجازی مورد تهاجم قرار گرفته و بر روی بسیاری از آنها پیام آغاز شمارش معکوس پایان اسرائیل قرار داده شد و در ادامه هشدار داده شد که شمار معکوس این پایان مدتهای زیادی است که آغاز شده است. به نوشته این پایگاه عبری زبان، در پی این حمله الکترونیکی، مسئولان هزاران سایت اعلام کردند با مشکلات متعددی روبرو شده‌اند و حتی از ذخیره کردن دیتاهای خود نیز عاجز شده‌اند. این مسئولان تأکید کردند قادر به بک آپ گرفتن از سایت خود نیستند. مسئولان ساختار فضای سایبری اسرائیل هم به‌طور مکرر در حال هشدار به کاربران برای عدم کلیک کردن بر روی لینک‌های ارسال شده برای آنان هستند و همچنین به آنها توصیه می‌کنند در صورت ورود به سایت‌های هک شدن از کلیک کردن بر روی لینک‌های موجود در آن نیز امتناع کنند.

### هک موبایلبنی گانتس
در بیست تیرماه ۹۹ روزنامهٔ اسرائیلی هاآرتص خبری مبنی بر هک موبایل بنی گانتس از جانب ایران داد که نتانیاهو به‌شدت از شاباک بخاطر پنهانکاری این موضوع عصبانی شده است هاآرتص در تیتری نوشت: «هک موبایل گانتز توسط ایران کریدورهای قدرت اسرائیل را به لرزه درآورده است.»

## مسدود کردن حساب‌های ایران
در تاریخ ۵ مه ۲۰۱۹ خبرگزاری رویترز به نقل از گزارش ماهانه شبکه اجتماعی فیس‌بوک اعلام کرد که رسانه دولتی ایران حداقل از سال ۲۰۱۱، از صدها حساب فیس‌بوک جعلی برای پخش پنهانی پیام‌های تبلیغاتی آنلاین به طرفداری از ایران، به منظور هدف قرار دادن رای‌دهندگان در کشورهایی از جمله انگلیس و آمریکا، استفاده کرده است. فیس‌بوک در این گزارش تأکید می‌کند که شبکه دروغ پردازی مرتبط با رسانه‌های دولتی ایران را به دلیل به اصطلاح «رفتار غیر معتبر هماهنگ شده» از دور خارج کرده است که هشت شبکه از جمله صدا و سیمای جمهوری اسلامی ایران (IRIB) را شامل می‌شود.